# Dani Clos
Dani Clos Álvarez (ur. 23 października 1988 w Barcelonie) – hiszpański kierowca wyścigowy.

## Początki kariery
W 1997 r. rozpoczął jeździć. W 2001 roku wygrał Hiszpańskie mistrzostwa Katalonii w ICA Junior. W 2002 roku w Italian Open Masters ICA Junior zajął 10 msc. z dorobkiem 28 pkt. Rok później zdobył mistrzostwo Hiszpanii ICA Junior, wygrał w Andrea Margutti Trophy ICA Junior i zdobył 6 msc. w Italian Open Masters ICA Junior z 52 pkt.
W 2004 wystąpił w Hiszpańskiej Formule Junior 1600 i w pierwszym sezonie zajął 4. miejsce z dorobkiem 87 punktów, zwyciężając raz i będąc 4 razy na podium. W 2005 przeszedł do Formuły Renault 2.0 Italy do zespołu Facondini Racing. Jeżdżąc w Tatuusie FR2000 (Renault) zajął 17. miejsce w klasyfikacji generalnej z dorobkiem 28 punktów.
Rok później w tej samej serii w zespole Jenzer Motorsport w Tatuusie FR2000 z silnikiem Renault został mistrzem z dorobkiem 378 punktów. Zwyciężał 8 razy, 12 razy stawał na podium, 5 razy osiągał pole position, 5 razy miał najlepszy czas okrążenia. W tym samym roku jeździł też w Formule Renault 2.0 Eurocup, w klasyfikacji będąc na 7. miejscu z dorobkiem 70 punktów, 3 zwycięstwami, 4 pole position, 3. miejscami na podium i najszybszym okrążeniem.
W 2007 występował w Formuła 3 Euro Series do zespołu Signature Plus, gdzie jeżdżąc w Dallarze F305 z silnikiem Mercedesa w klasyfikacji zajął 12. miejsce z 13 punktami. Po niezbyt udanym sezonie przeszedł do zespołu Prema Powerteam, jeździł Dallarą F308 i zajął w klasyfikacji generalnej 16 msc. z dorobkiem 8 punktów, 3 miejsc na podium i 2 razy najlepszym czasem w sezonie.

## Statystyki
| Sezon   | Seria                                 | Zespół                        | Wyścigi          | Zwycięstwa       | PP               | NO               | Podium           | Punkty           | Pozycja          |
| ------- | ------------------------------------- | ----------------------------- | ---------------- | ---------------- | ---------------- | ---------------- | ---------------- | ---------------- | ---------------- |
| 2004    | Formula Junior 1600 Spain             |                               | 13               | 1                |                  |                  | 4                | 87               | 4                |
| 2005    | Włoska Formuła Renault                | Facondini Racing              | 17               | 0                | 0                | 0                | 0                | 28               | 16               |
| 2005    | Europejski Puchar Formuły Renault 2.0 | Pons Racing                   | 16               | 0                | 0                | 0                | 0                | 2                | 32               |
| 2006    | Włoska Formuła Renault                | Jenzer Motorsport             | 15               | 8                | 4                | 12               | 12               | 378              | 1                |
| 2006    | Europejski Puchar Formuły Renault 2.0 | Jenzer Motorsport             | 14               | 3                | 2                | 1                | 3                | 70               | 7                |
| 2007    | Formuła 3 Euro Series                 | Signature Plus                | 20               | 0                | 0                | 0                | 0                | 13               | 13               |
| 2007    | Masters of Formula 3                  | Signature Plus                | 1                | 0                | 0                | 0                | 0                | N/A              | 15               |
| 2008    | Formuła 3 Euro Series                 | Prema Powerteam               | 20               | 0                | 1                | 1                | 2                | 16,5             | 14               |
| 2009    | Formuła Renault 3.5                   | Epsilon Euskadi               | 4                | 0                | 0                | 0                | 0                | 5                | 25               |
| 2009    | Seria GP2                             | Fat Burner Racing Engineering | 20               | 0                | 0                | 0                | 1                | 4                | 21               |
| 2009-10 | Azjatycka seria GP2                   | Trident Racing                | 4                | 0                | 0                | 0                | 0                | 0                | 27               |
| 2010    | Seria GP2                             | Fat Burner Racing Engineering | 19               | 1                | 1                | 1                | 5                | 51               | 4                |
| 2011    | Seria GP2                             | Racing Engineering            | 18               | 0                | 0                | 0                | 2                | 30               | 9                |
| 2011    | Azjatycka Seria GP2                   | Racing Engineering            | 4                | 1                | 0                | 0                | 1                | 8                | 9                |
| 2012    | Seria GP2                             | Barwa Addax                   | 4                | 0                | 0                | 0                | 0                | 0                | 28               |
| 2012    | Formuła 1                             | HRT F1 Team                   | Kierowca testowy | Kierowca testowy | Kierowca testowy | Kierowca testowy | Kierowca testowy | Kierowca testowy | Kierowca testowy |
| 2013    | Seria GP2                             | MP Motorsport                 | 10               | 0                | 0                | 1                | 1                | 25               | 18               |
| 2014    | Formuła Acceleration 1                | Moma Motorsport               | 2                | 0                | 1                | 1                | 1                | 28               | 10               |

## Wyniki w GP2
| Legenda oznaczeń w tabelach wyników Wyświetl szablon na nowej stronie | Legenda oznaczeń w tabelach wyników Wyświetl szablon na nowej stronie                                                                     |
| Oznaczenie                                                            | Wyjaśnienie |
| --------------------------------------------------------------------- | --- |
| Złoty                                                                 | Zwycięzca lub mistrzostwo |
| Srebrny                                                               | 2. miejsce lub wicemistrzostwo |
| Brązowy                                                               | 3. miejsce lub II wicemistrzostwo |
| Zielony                                                               | Ukończył, punktował (w klasyfikacji generalnej, gdy zdobył co najmniej jeden punkt na przestrzeni sezonu, poza trzema powyższymi opcjami) |
| Niebieski                                                             | Ukończył, nie punktował (w klasyfikacji generalnej, gdy nie zdobył co najmniej jednego punktu na przestrzeni sezonu)                      |
| Czerwony                                                              | Nie zakwalifikował się (NZ) |
| Czerwony                                                              | Nie prekwalifikował się (NPK) |
| Różowy                                                                | Nie ukończył (NU) |
| Różowy                                                                | Niesklasyfikowany (NS) (w klasyfikacji generalnej, gdy nie został sklasyfikowany w żadnym wyścigu sezonu)                                 |
| Czarny                                                                | Zdyskwalifikowany (DK) |
| Czarny                                                                | Wykluczony (WYK/EX) |
| Biały                                                                 | Nie wystartował (NW) |
| Biały                                                                 | Kontuzjowany (K/INJ) |
| Biały                                                                 | Wyścig odwołany (OD/C) |
| Bez koloru                                                            | Został wycofany (WYC/WD) |
| Bez koloru                                                            | Nie przybył (NP/DNA) |
| Bez koloru                                                            | Nie brał udziału w treningach (NT/DNP) |
| Bez koloru                                                            | Nie został zgłoszony (–) |
| Pogrubienie                                                           | Start z pole position |
| Kursywa                                                               | Najszybsze okrążenie wyścigu |
| †                                                                     | Nie ukończył, ale jego rezultat został zaliczony ze względu na przejechanie więcej niż 90% dystansu wyścigu.                              |
| *                                                                     | Sezon w trakcie |
| 1/2/3                                                                 | Punktowana pozycja w sprincie kwalifikacyjnym                                                                                             |
| Lista systemów punktacji Formuły 1                                    | |

| Rok  | Zespół                        | Wyniki w poszczególnych eliminacjach | Wyniki w poszczególnych eliminacjach | Wyniki w poszczególnych eliminacjach | Wyniki w poszczególnych eliminacjach | Wyniki w poszczególnych eliminacjach | Wyniki w poszczególnych eliminacjach | Wyniki w poszczególnych eliminacjach | Wyniki w poszczególnych eliminacjach | Wyniki w poszczególnych eliminacjach | Wyniki w poszczególnych eliminacjach | Wyniki w poszczególnych eliminacjach | Wyniki w poszczególnych eliminacjach | Wyniki w poszczególnych eliminacjach | Wyniki w poszczególnych eliminacjach | Wyniki w poszczególnych eliminacjach | Wyniki w poszczególnych eliminacjach | Wyniki w poszczególnych eliminacjach | Wyniki w poszczególnych eliminacjach | Wyniki w poszczególnych eliminacjach | Wyniki w poszczególnych eliminacjach | Wyniki w poszczególnych eliminacjach | Wyniki w poszczególnych eliminacjach | Wyniki w poszczególnych eliminacjach | Wyniki w poszczególnych eliminacjach | Punkty | Pozycja |
| ---- | ----------------------------- | ------------------------------------ | ------------------------------------ | ------------------------------------ | ------------------------------------ | ------------------------------------ | ------------------------------------ | ------------------------------------ | ------------------------------------ | ------------------------------------ | ------------------------------------ | ------------------------------------ | ------------------------------------ | ------------------------------------ | ------------------------------------ | ------------------------------------ | ------------------------------------ | ------------------------------------ | ------------------------------------ | ------------------------------------ | ------------------------------------ | ------------------------------------ | ------------------------------------ | ------------------------------------ | ------------------------------------ | ------ | ------- |
| 2009 | Fat Burner Racing Engineering | ESP                                  | ESP                                  | MON                                  | MON                                  | TUR                                  | TUR                                  | GBR                                  | GBR                                  | DEU                                  | DEU                                  | HUN                                  | HUN                                  | VAL                                  | VAL                                  | BEL                                  | BEL                                  | ITA                                  | ITA                                  | POR                                  | POR                                  |                                      |                                      |                                      |                                      | 4      | 21      |
| 2009 | Fat Burner Racing Engineering | NU                                   | 19                                   | NU                                   | NU                                   | 12                                   | 7                                    | 13                                   | NU                                   | 16                                   | 8                                    | 11                                   | 11                                   | NU                                   | NU                                   | 10                                   | NU                                   | 15                                   | NU                                   | 9                                    | 3                                    |                                      |                                      |                                      |                                      | 4      | 21      |
| 2010 | Fat Burner Racing Engineering | ESP                                  | ESP                                  | MON                                  | MON                                  | TUR                                  | TUR                                  | VAL                                  | VAL                                  | GBR                                  | GBR                                  | DEU                                  | DEU                                  | HUN                                  | HUN                                  | BEL                                  | BEL                                  | ITA                                  | ITA                                  | ARE                                  | ARE                                  |                                      |                                      |                                      |                                      | 51     | 4       |
| 2010 | Fat Burner Racing Engineering | 3                                    | 6                                    | 3                                    | NU                                   | 8                                    | 1                                    | 5                                    | 7                                    | 3                                    | 3                                    | 4                                    | 6                                    | 16                                   | 7                                    | NU                                   | NW                                   | NU                                   | 12                                   | 4                                    | 4                                    |                                      |                                      |                                      |                                      | 51     | 4       |
| 2011 | Racing Engineering            | TUR                                  | TUR                                  | ESP                                  | ESP                                  | MON                                  | MON                                  | VAL                                  | VAL                                  | GBR                                  | GBR                                  | DEU                                  | DEU                                  | HUN                                  | HUN                                  | BEL                                  | BEL                                  | ITA                                  | ITA                                  |                                      |                                      |                                      |                                      |                                      |                                      | 30     | 9       |
| 2011 | Racing Engineering            | 8                                    | 15                                   | 6                                    | 2                                    | NU                                   | 18                                   | 4                                    | 5                                    | 6                                    | 2                                    | 7                                    | NU                                   | 10                                   | NU                                   | 6                                    | 6                                    | 13                                   | 7                                    |                                      |                                      |                                      |                                      |                                      |                                      | 30     | 9       |
| 2012 | Barwa Addax                   | MAL                                  | MAL                                  | BHR                                  | BHR                                  | BHR                                  | BHR                                  | ESP                                  | ESP                                  | MON                                  | MON                                  | VAL                                  | VAL                                  | GBR                                  | GBR                                  | DEU                                  | DEU                                  | HUN                                  | HUN                                  | BEL                                  | BEL                                  | ITA                                  | ITA                                  | SIN                                  | SIN                                  | 0      | 28      |
| 2012 | Barwa Addax                   | –                                    | –                                    | 19†                                  | 11                                   | NU                                   | NU                                   | –                                    | –                                    | –                                    | –                                    | –                                    | –                                    | –                                    | –                                    | –                                    | –                                    | –                                    | –                                    | –                                    | –                                    | –                                    | –                                    | –                                    | –                                    | 0      | 28      |
| 2013 | MP Motorsport                 | MAL                                  | MAL                                  | BHR                                  | BHR                                  | ESP                                  | ESP                                  | MON                                  | MON                                  | GBR                                  | GBR                                  | DEU                                  | DEU                                  | HUN                                  | HUN                                  | BEL                                  | BEL                                  | ITA                                  | ITA                                  | SIN                                  | SIN                                  | ARE                                  | ARE                                  |                                      |                                      | 25     | 18      |
| 2013 | MP Motorsport                 | –                                    | –                                    | –                                    | –                                    | –                                    | –                                    | –                                    | –                                    | –                                    | –                                    | –                                    | –                                    | 14                                   | NU                                   | 20                                   | 19                                   | 18                                   | 9                                    | 10                                   | 21                                   | 5                                    | 2                                    |                                      |                                      | 25     | 18      |

## Wyniki w Azjatyckiej Serii GP2
| Legenda oznaczeń w tabelach wyników Wyświetl szablon na nowej stronie | Legenda oznaczeń w tabelach wyników Wyświetl szablon na nowej stronie                                                                     |
| Oznaczenie                                                            | Wyjaśnienie |
| --------------------------------------------------------------------- | --- |
| Złoty                                                                 | Zwycięzca lub mistrzostwo |
| Srebrny                                                               | 2. miejsce lub wicemistrzostwo |
| Brązowy                                                               | 3. miejsce lub II wicemistrzostwo |
| Zielony                                                               | Ukończył, punktował (w klasyfikacji generalnej, gdy zdobył co najmniej jeden punkt na przestrzeni sezonu, poza trzema powyższymi opcjami) |
| Niebieski                                                             | Ukończył, nie punktował (w klasyfikacji generalnej, gdy nie zdobył co najmniej jednego punktu na przestrzeni sezonu)                      |
| Czerwony                                                              | Nie zakwalifikował się (NZ) |
| Czerwony                                                              | Nie prekwalifikował się (NPK) |
| Różowy                                                                | Nie ukończył (NU) |
| Różowy                                                                | Niesklasyfikowany (NS) (w klasyfikacji generalnej, gdy nie został sklasyfikowany w żadnym wyścigu sezonu)                                 |
| Czarny                                                                | Zdyskwalifikowany (DK) |
| Czarny                                                                | Wykluczony (WYK/EX) |
| Biały                                                                 | Nie wystartował (NW) |
| Biały                                                                 | Kontuzjowany (K/INJ) |
| Biały                                                                 | Wyścig odwołany (OD/C) |
| Bez koloru                                                            | Został wycofany (WYC/WD) |
| Bez koloru                                                            | Nie przybył (NP/DNA) |
| Bez koloru                                                            | Nie brał udziału w treningach (NT/DNP) |
| Bez koloru                                                            | Nie został zgłoszony (–) |
| Pogrubienie                                                           | Start z pole position |
| Kursywa                                                               | Najszybsze okrążenie wyścigu |
| †                                                                     | Nie ukończył, ale jego rezultat został zaliczony ze względu na przejechanie więcej niż 90% dystansu wyścigu.                              |
| *                                                                     | Sezon w trakcie |
| 1/2/3                                                                 | Punktowana pozycja w sprincie kwalifikacyjnym                                                                                             |
| Lista systemów punktacji Formuły 1                                    | |

| Rok       | Zespół             | Wyniki w poszczególnych eliminacjach | Wyniki w poszczególnych eliminacjach | Wyniki w poszczególnych eliminacjach | Wyniki w poszczególnych eliminacjach | Wyniki w poszczególnych eliminacjach | Wyniki w poszczególnych eliminacjach | Wyniki w poszczególnych eliminacjach | Wyniki w poszczególnych eliminacjach | Punkty | Pozycja |
| --------- | ------------------ | ------------------------------------ | ------------------------------------ | ------------------------------------ | ------------------------------------ | ------------------------------------ | ------------------------------------ | ------------------------------------ | ------------------------------------ | ------ | ------- |
| 2009/2010 | Trident Racing     | ARE                                  | ARE                                  | ARE                                  | ARE                                  | BHR                                  | BHR                                  | BHR                                  | BHR                                  | 0      | 27      |
| 2009/2010 | Trident Racing     | -                                    | -                                    | NU                                   | 13                                   | -                                    | -                                    | 14                                   | 12                                   | 0      | 27      |
| 2011      | Racing Engineering | ARE                                  | ARE                                  | ITA                                  | ITA                                  |                                      |                                      |                                      |                                      | 8      | 9       |
| 2011      | Racing Engineering | NU                                   | 22                                   | 7                                    | 1                                    |                                      |                                      |                                      |                                      | 8      | 9       |

## Wyniki w Formule Renault 3.5
| Legenda oznaczeń w tabelach wyników Wyświetl szablon na nowej stronie | Legenda oznaczeń w tabelach wyników Wyświetl szablon na nowej stronie                                                                     |
| Oznaczenie                                                            | Wyjaśnienie |
| --------------------------------------------------------------------- | --- |
| Złoty                                                                 | Zwycięzca lub mistrzostwo |
| Srebrny                                                               | 2. miejsce lub wicemistrzostwo |
| Brązowy                                                               | 3. miejsce lub II wicemistrzostwo |
| Zielony                                                               | Ukończył, punktował (w klasyfikacji generalnej, gdy zdobył co najmniej jeden punkt na przestrzeni sezonu, poza trzema powyższymi opcjami) |
| Niebieski                                                             | Ukończył, nie punktował (w klasyfikacji generalnej, gdy nie zdobył co najmniej jednego punktu na przestrzeni sezonu)                      |
| Czerwony                                                              | Nie zakwalifikował się (NZ) |
| Czerwony                                                              | Nie prekwalifikował się (NPK) |
| Różowy                                                                | Nie ukończył (NU) |
| Różowy                                                                | Niesklasyfikowany (NS) (w klasyfikacji generalnej, gdy nie został sklasyfikowany w żadnym wyścigu sezonu)                                 |
| Czarny                                                                | Zdyskwalifikowany (DK) |
| Czarny                                                                | Wykluczony (WYK/EX) |
| Biały                                                                 | Nie wystartował (NW) |
| Biały                                                                 | Kontuzjowany (K/INJ) |
| Biały                                                                 | Wyścig odwołany (OD/C) |
| Bez koloru                                                            | Został wycofany (WYC/WD) |
| Bez koloru                                                            | Nie przybył (NP/DNA) |
| Bez koloru                                                            | Nie brał udziału w treningach (NT/DNP) |
| Bez koloru                                                            | Nie został zgłoszony (–) |
| Pogrubienie                                                           | Start z pole position |
| Kursywa                                                               | Najszybsze okrążenie wyścigu |
| †                                                                     | Nie ukończył, ale jego rezultat został zaliczony ze względu na przejechanie więcej niż 90% dystansu wyścigu.                              |
| *                                                                     | Sezon w trakcie |
| 1/2/3                                                                 | Punktowana pozycja w sprincie kwalifikacyjnym                                                                                             |
| Lista systemów punktacji Formuły 1                                    | |

| Rok  | Zespół          | Wyniki w poszczególnych eliminacjach | Wyniki w poszczególnych eliminacjach | Wyniki w poszczególnych eliminacjach | Wyniki w poszczególnych eliminacjach | Wyniki w poszczególnych eliminacjach | Wyniki w poszczególnych eliminacjach | Wyniki w poszczególnych eliminacjach | Wyniki w poszczególnych eliminacjach | Wyniki w poszczególnych eliminacjach | Wyniki w poszczególnych eliminacjach | Wyniki w poszczególnych eliminacjach | Wyniki w poszczególnych eliminacjach | Wyniki w poszczególnych eliminacjach | Wyniki w poszczególnych eliminacjach | Wyniki w poszczególnych eliminacjach | Wyniki w poszczególnych eliminacjach | Wyniki w poszczególnych eliminacjach | Punkty | Pozycja |
| ---- | --------------- | ------------------------------------ | ------------------------------------ | ------------------------------------ | ------------------------------------ | ------------------------------------ | ------------------------------------ | ------------------------------------ | ------------------------------------ | ------------------------------------ | ------------------------------------ | ------------------------------------ | ------------------------------------ | ------------------------------------ | ------------------------------------ | ------------------------------------ | ------------------------------------ | ------------------------------------ | ------ | ------- |
| 2009 | Epsilon Euskadi | CAT                                  | CAT                                  | BEL                                  | BEL                                  | MON                                  | HUN                                  | HUN                                  | GBR                                  | GBR                                  | FRA                                  | FRA                                  | PRT                                  | PRT                                  | DEU                                  | DEU                                  | ARA                                  | ARA                                  | 5      | 25      |
| 2009 | Epsilon Euskadi | -                                    | -                                    | -                                    | -                                    | -                                    | -                                    | -                                    | -                                    | -                                    | 10                                   | 17                                   | NU                                   | 9                                    | -                                    | -                                    | -                                    | -                                    | 5      | 25      |

## Życie prywatne
Jego ojcem jest Jordi Clos. hobby Closa jest karting, rower górski, golf i squash. Jego ulubionymi torami są: Circuit de Spa-Francorchamps, Istanbul Park i Circuit de Catalunya a jego ulubionym kierowcą jest Ayrton Senna.